# Премия медицинского центра Олбани
Премия медицинского центра Олбани  (англ. Albany Medical Center Prize in Medicine and Biomedical Research) — присуждаемая ежегодно учёным "изменившим курс медицинских исследований". Учреждена в 2000 году Моррисом Сильверманом, вручается с 2001 года. Денежная составляющая — 500 тысяч долларов США, что делает её второй по величине в США в данной области и четвёртой — в мире. Премией медицинского центра Олбани были отмечены три Нобелевских лауреата, а ещё пятеро удостоившихся её впоследствии получили Нобелевскую премию.

## Лауреаты
- 2001: Арнольд Левин.
- 2002: Энтони Фаучи.
- 2003:  Майкл Стюарт Браун,  Джозеф Леонард Голдстайн.
- 2004: Стэнли Норман Коэн, Герберт Бойер.
- 2005: Роберт Лэнджер.
- 2006: Сеймур Бензер.
- 2007:  Роберт Лефковиц, Соломон Снайдер, Рональд Марк Эванс.
- 2008: Джоан Стейц,  Элизабет Элен Блэкбёрн.
- 2009:  Брюс Бётлер, Чарльз Динарелло,  Ральф Стайнман.
- 2010: Дэвид Ботштейн, Френсис Коллинз, Эрик Лэндер.
- 2011: Элейн Фукс, James Thomson[англ.]*,  Синъя Яманака.
- 2012: Джеймс Дарнелл, Роберт Редер.
- 2013: Брайан Друкер, Питер Ноуэлл, Дженет Роули.
- 2014: Александр Варшавский.
- 2015: Карл Дейссерот, Се Сяолян.
- 2016: Франц-Ульрих Хартль, Артур Хорвич, Сюзан Линдквист.
- 2017: Эмманюэль Шарпантье, Дженнифер Даудна, Лучано Марраффини, Франсиско Мохика, Чжан Фэн.
- 2018:  Джеймс Эллисон, Карл Джун, Стивен Розенберг
- 2019: Берт Фогельштейн, Ирвинг Вайсман
- 2020: не вручалась
- 2021: Дрю Вайсман, Каталин Карико, Барни Грэм
- 2022: Чарльз Дэвид Эллис, Майкл Грюнштейн